# Kråken, Östergötland
Kråken är en före detta sjö, numera mosse i Finspångs kommun i Östergötland och ingår i Motala ströms huvudavrinningsområde.